# Sofia (gnosticismo)

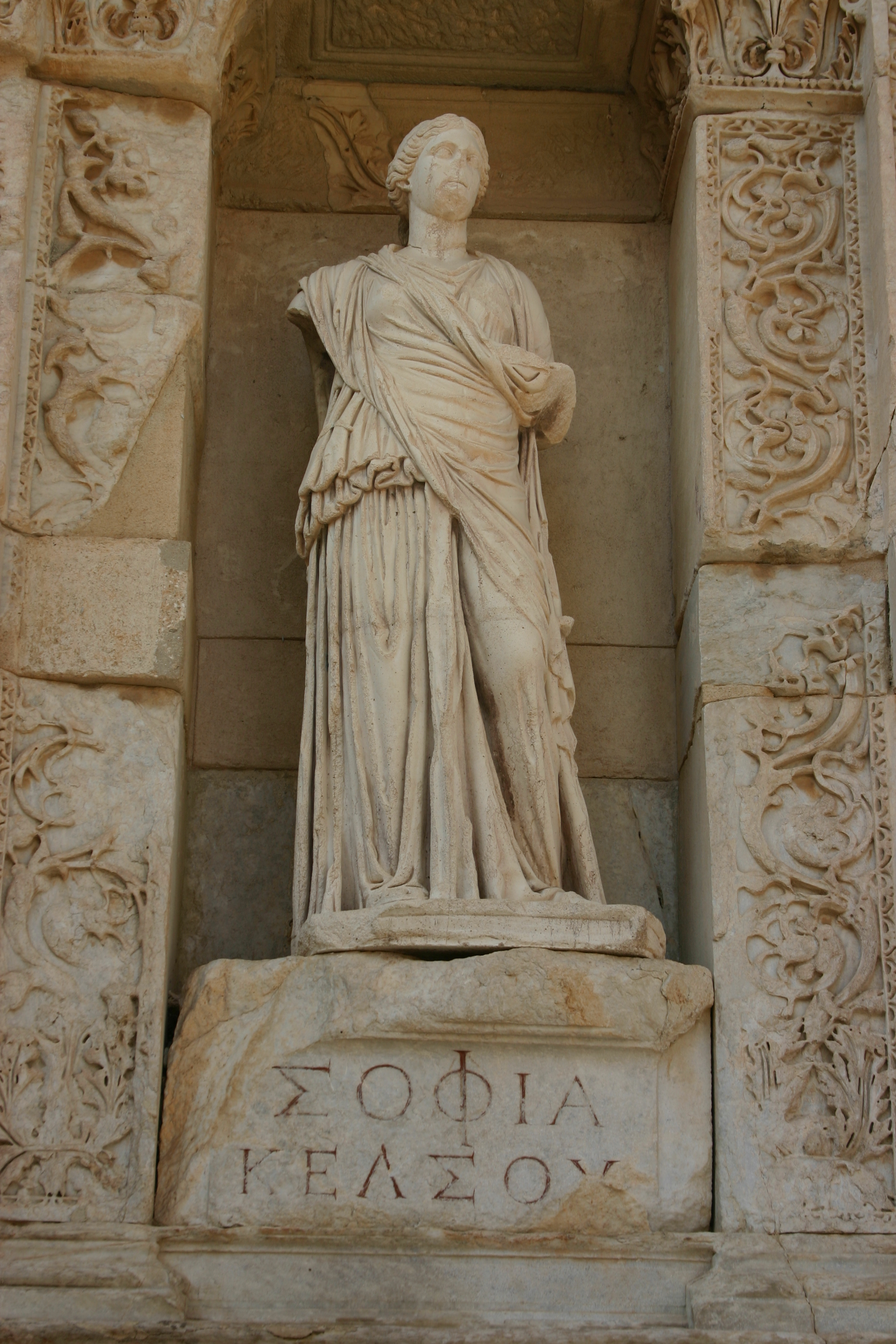
Personificação da sabedoria (Σοφια)
Na Biblioteca de Celso, em Éfeso, Turquia

Sofia (em grego:  Σοφία) é um conceito presente na religião e filosofia helenística, Platonismo, Gnosticismo, Cristianismo Ortodoxo, Cristianismo Esotérico e no Cristianismo místico. Significa, literalmente, a que detém a "sabedoria" (em grego:  σοφός; "sofós"). Na tradição gnóstica, Sophia é uma figura feminina, análoga à alma humana e simultaneamente um dos aspectos femininos de Deus. Os gnósticos afirmam que ela é a sizígia de Jesus (veja a Noiva de Cristo) e o Espírito Santo da Trindade. Ocasionalmente é referenciada pelo equivalente hebreu Achamōth (em grego:  Ἀχαμώθ) e como Prouneikos (em grego:  Προύνικος, "A Libidinosa").
É considerada ainda como a responsável pela criação do mundo material, ou uma das responsáveis, dependendo da tradição gnóstica.

## Outros nomes

### Prouneikos ("Lasciva")
No sistema gnóstico descrito por Ireneu em Contra Heresias, o nome Prouneikos por várias vezes substitui o de Sofia na história. O nome Prouneikos também é dado a Sofia no relato do sistema irmão borborita, apresentado no capítulo anterior do mesmo livro de Ireneu. Celso, que aparenta ter tido contato com algumas obras ofitas, também mostra familiaridade com o nome Prouneikos (Contra Celso), um nome que Orígenes reconhece como sendo valentiano. Que este nome ofita tenha realmente sido adotado pelos valentianos é evidenciado por sua ocorrência num fragmento valentiano preservado por Epifânio. Ele também introduz Prouneikos como um termo técnico no sistema dos simonianos (seguidores de Simão Mago), a quem ele descreve como estando sob o comando dos nicolaítas e ofitas.
Nem Ireneu nem Orígenes indicaram saber algo sobre o significado desta palavra e não temos nenhuma informação melhor sobre o assunto, exceto uma conjectura de Epifânio. Ele afirma que a palavra significa "impudica" ou "lasciva", pois os gregos tinham um epíteto para um homem que tivesse devassado uma garota, Eprounikeuse tautēn. Porém, Epifânio estava profundamente convencido da podridão da moral gnóstica e frequentemente interpretava a linguagem deles da pior maneira possível. Se a frase reportada fosse realmente popular, é estranho não encontrarmos exemplos do seu uso em comédias de autores gregos. Não se nega que Epifânio tenha ouvido a frase como empregada, mas é possível que palavras inocentes venham a ser usadas em um sentido obsceno.
À favor da explicação de Epifânio está o fato de que nos mitos cosmogônicos  gnósticos, imagens de paixão sexual são constantemente introduzidas. Parece no todo provável que Prouneikos deve ser entendido no mesmo sentido de propherēs, que tem como um de seus significados "precoce com relação aos atos sexuais". É possível que o nome indique as tentativas de Sofia de atrair a fagulha da luz divina dos poderes cósmicos inferiores. No relato de Epifânio, a alusão à atração pelo ato sexual que está envolvido no nome se torna mais proeminente.

### Achamōth
Tem se debatido se o nome Achamōth (em grego:  Ἀχαμώθ) deriva originalmente do hebreu Chokhmah (em hebraico:  חָכְמָ֑ה), em aramaico Ḥachmūth, ou se significa 'Aquela que dá a luz" - "Mãe". A forma siríaca Ḥachmūth foi utilizada por Bardesanes, já a forma grega é encontrada apenas entre os valentianos: o nome provavelmente deriva da mais antiga forma de gnose siríaca.

## Mitos de Sofia
Quase todos os sistemas gnósticos do tipo siríaco ou egípcio ensinaram que o universo iniciou com um original, impenetrável (ou incognoscível) Deus, chamado de "Pai" ou Bythos, ou como Mônade por Monoimus. Ele também pode ser equiparado ao conceito de Logos em termos estoicos, esotéricos ou teosóficos (a 'Raiz Desconhecida'), assim como ao Ein Sof da cabala e Brama no hinduísmo. Deste começo unitário, o Uno emanou Aeons adicionais, em pares de seres progressivamente 'menores' em sequência. Em conjunto com a fonte que os emanou, eles formam o Pleroma - totalidade - de Deus que, portanto, não deve ser entendido como algo distinto do divino, mas abstrações simbólicas da natureza divina. A transição do imaterial para o material, do numenal ao sensível, foi causado por uma falha - ou paixão ou pecado - em um dos Aeons.
Na maior parte das versões dos mitos gnósticos, é Sofia que traz instabilidade ao Pleroma, o que por sua vez provoca a criação da matéria. Assim, uma visão positiva ou negativa do mundo depende, em grande medida, da interpretação das ações de Sofia na mitologia. De acordo com alguns textos, a crise ocorreu como resultado de Sofia ter tentado emanar sem sua sizígia ou, em outra tradição, por que ela tentou quebrar a barreira entre ela e o Impenetrável Bythos. Após cair cataclismicamente do Pleroma, o medo e a angústia de Sofia por ter perdido sua vida (assim como ter perdido a luz do Uno) deixou-a confusa e com uma saudade incontrolável. Por causa dela, matéria (hylē', em grego:  ὕλη) e alma (psychē, em grego:  ψυχή) acidentalmente foram criadas.
A criação do Demiurgo (também chamado Yaldabaoth, "Filho do Caos") também foi um erro ocorrido durante este exílio. O Demiurgo prossegue a criação do mundo físico onde vivemos, ignorante da existência de Sofia, que ainda assim consegue infundir alguma fagulha espiritual (Pneuma, em grego:   πνευμα) na criação dele.
Em Pistis Sophia, Cristo é enviado pelo Uno para trazer Sofia de volta à totalidade (Pleroma). Ele a habilita a ver novamente a luz, dando-lhe o conhecimento do espírito  (Pneuma). Cristo é então enviado à Terra na forma de um homem (Jesus) para dar aos homens a Gnose necessária para que se libertem do mundo físico e retornem para o mundo espirítual. Para os gnósticos, o drama da redenção de Sofia através do Cristo (ou o Logos) é o drama central do universo.

### Queda
Tentando reconciliar a doutrina da natureza pneumática de Sofia com a morada atribuída a ela nos Provérbios, no reino do "meio", fora portanto do reino superior de luz, foi imaginada uma queda de Sofia de sua morada celeste, o Pleroma, até o vazio (kenōma) abaixo dele. A ideia era a de um confisco ou roubo da luz, ou uma explosão e difusão do "orvalho da luz" até o kenōma, causado por um movimento criador de vida (vivificador) no mundo superior. Porém, ainda que a luz trazida até a escuridão deste mundo tenha sido compreendida e descrita como envolvida em sofrimento, este deve ser considerado como uma punição. Esta inferência é apoiada ainda pela noção platônica de queda espiritual.

### Mitos da Alma
Alienadas de sua morada celeste por sua própria falta, as almas afundaram neste mundo inferior sem ter perdido de todo a lembrança de seu estado original. E, preenchidas pela saudade de sua herança perdida, estas almas caídas ainda se esforçam para subir. Desta forma, o Mito da queda de Sofia pode ser entendido como tendo um significado particular. O destino da "Mãe" foi considerado como protótipo do que seria repetido na história de cada alma individual, que, sendo de origem pneumática celeste, caíram de sua morada - um mundo superior de luz - e acabaram sob a influência de poderes malignos, de quem elas precisam aturar uma longa série de sofrimentos até que um retorno ao mundo superior lhes seja novamente possível.
Mais ainda que, de acordo com a filosofia platônica, almas caídas ainda retenham a lembrança de sua morada perdida, esta noção foi preservada de outra forma nos círculos gnósticos. Ensinava-se que as almas dos pneumáticos (detentores da Pneuma), tendo perdido a lembrança de sua derivação celeste, precisavam novamente se familiarizar com a Gnose, ou conhecimento desta essência pneumática, para que pudessem retornar à luz. E é nesta obtenção da Gnose que consiste a redenção trazida e confirmada por Cristo. Ensinava-se também que Sofia também precisava da redenção trazida por Cristo, por quem ela seria libertada de sua agnoia e sua pathe, e será, no fim do mundo, novamente trazida à sua morada há muito perdida, o Pleroma superior.

### Mētra (Útero)
Relacionada a Sofia  está a noção amplamente difundida entre as seitas gnósticas sobre o impuro mētra (útero) de onde todo o mundo supostamente nasceu. De acordo com os valentianos italianos, o Uno abre o mētra de Sofia caída do Pleroma (enthymēsis - pensamento) e provoca a formação do universo, personificando assim o próprio mētra. Epifânio reporta que a cosmologia a seguir é a de um ramo dos nicolaítas:
| “ | No início existiam a Escuridão (Trevas), o Caos e as Águas (skotos, kai bythos, kai hydōr), mas o Espírito que vive dentro deles e entre eles os separou. Da miscigenação da Escuridão com o Espírito nasceu o mētra que novamente foi aceso com renovado desejo pelo Espírito; ela deu à luz primeiro quatro, e então outros quatro aeons, produzindo assim uma direita e uma esquerda, luz e trevas. Por último nasceu um aischros aiōn, que teve relações sexuais com o mētra. A prole desta relação são os deuses, anjos, demônios e espíritos. | ” |
|   | — Epifânio, Panarion, sobre os Nicolaítas. |   |

Segundo Hipólito em Philosophumena, os setianos ensinaram que, de maneira similar, da primeira simultaneidade (syndromē) dos três primeiros princípios primais emergiram o céu e terra como uma megalē tis idea sphragidos. Eles têm a forma de um mētra com um Onfalos (umbigo) no meio. O mētra grávido contém em si todos os tipos de formas animais, um "reflexo" do céu e da terra, e todas as substâncias encontradas na região do "meio". Este mētra também é encontrado na grande Apophasis atribuída a Simão Mago onde ele afirma que o local onde o homem foi formado como sendo o Paraíso e o Éden.
Estas teorias cosmogônicas foram precedidas por Tiamat da mitologia síria, a mãe-da-vida de quem Berossus deve tanto, ou no "mundo-ovo" do qual, quando partido, procederam o céu, a terra e todas as coisas.

## Seitas gnósticas

### Barbeliotas
Muito similar às doutrinas gnósticas relatadas por Ireneu são as crenças dos assim chamados "Barbeliotas". O nome Barbelo, que de acordo com uma interpretação, é o nome da Tétrade superior, originalmente não tinha nada a ver com Sofia .
Segundo eles, Sofia , um Ser posterior, também chamado de Spiritus Sanctus and Prunikos é a prole do primeiro anjo que está ao lado do Monogenes. Sofia vendo que todos os outros tinham sua sizígia dentro do Pleroma, deseja ardentemente encontrar também um consorte para si. Não encontrando nenhum no mundo superior, ela olha para baixo, nas regiões inferiores, e estando ainda insatisfeita, para lá ela desce, contra a vontade do Pai, até as profundezas. Lá ela forma o Demiurgo (o Proarchōn), uma mistura de ignorância e auto-exaltação. Este Ser, por conta dos poderes pneumáticos roubados de sua mãe, segue então criando o mundo inferior. A mãe, por outro lado, foge para as regiões superiores e passa a morar lá, na Ogdóade.

### Ofitas
Sofia também aparece na literatura ofita, cujo 'Diagrama' é descrito por Celso e Orígenes, assim como entre várias facções gnósticas ofitas mencionadas por Epifânio. Lá, ela é chamada de Sofia ou Prunikos, a mãe superior e o poder superior, e está entronada sobre a Hebdomad (os sete céus planetários) na Ogdóade. Ela também é ocasionalmente chamada Parthenos e, novamente, é identificada como Barbelo ou Barbero.

### Bardesanes
Mitos cosmogônicos também são parte da doutrina de Bardesanes. O locus foedus onde os deuses (ou Aeons) planejaram e construíram o Paraíso é o mesmo que o impuro mētra(útero), que Efrém se envergonhou até de dizer o nome. A criação do mundo aconteceu através do filho "daquele que vive" e de "Rūha d' Qudshā", o Espírito Santo, que é idêntico a Ḥachmūth, mas em combinação com "criaturas", ou seja, seres subordinados que cooperam com eles. Apesar de não estar expressamente indicado, é a inferência mais provável é que assim como a mãe e o pai, também sua prole (filhos "Daquele que Vive" e de Rūha d' Qudshā ou Ḥachmūth) também devem ser consideradas como Sizígias. Ḥachmūth dá a luz à duas filhas, a "Vergonha da terra seca" (mētra) e à "Imagem das águas" (Aquatilis Corporis typus), que é mencionada ligada à Sofia ofita. Ao dela, numa passagem evidentemente em referência a Bardesanes, ar, fogo, água e escuridão são mencionados como aeons. Estas são provavelmente as "criaturas" a quem, em conjunto com o Filho e Rūha d' Qudshā, acredita-se que Bardesanes creditou a criação do mundo. Embora muito ainda permaneça obscuro sobre as doutrinas de Bardesanes, não podemos simplesmente descartar os comentários de Ephraim, que continua sendo a mais antiga fonte siríaca para o nosso conhecimento sobre as doutrinas deste gnóstico siríaco. Bardesanes, segundo Ephraim, também falava sobre a esposa ou virgem que tendo caído do Paraíso Superior, oferece, durante seu abandono, preces pedindo ajuda do alto e, sendo ouvida, retorna aos prazeres do Paraíso Superior.

## Escritos bíblicos

### Livro dos Provérbios
A filosofia religiosa judaica se ocupou muito com o conceito da divina Sophia, como uma revelação do pensamento interno de Deus e atribuiu a ela não somente a formação e ordenação do universo natural como também a comunicação de toda percepção e conhecimento à humanidade. Em Provérbios 8:1 e seguintes, Sabedoria (substantivo feminino) é descrita como conselheira de Deus que habitava dentro dele antes da Criação do mundo e que faz muitas coisas diante Dele.
De acordo com a descrição dada no Livro dos Provérbios, uma morada foi atribuída a Sofia pelos gnósticos e a sua relação com o mundo superior e também com os sete poderes planetários abaixo dela. As sete esferas planetárias (ou céus) eram para os antigos as regiões mais altas do universo criado. Eles eram entendidos como sete círculos subindo um sobre o outro e dominado por sete arcontes. Juntos, estes círculos constituíam a Hebdomad. Acima do mais alto, e sobre ela, estava a Ogdóade, a esfera de imutabilidade, e que estava próxima do mundo espiritual. Diz Provérbios:
| “ | «A sabedoria edificou a sua casa, Cortou as suas sete colunas;» (Provérbios 9:1) | ” |

Estes sete pilares foram interpretados como sendo os céus planetários e a morada de Sofia foi colocada acima da Heptómade, na Ogdóade. O livro bíblico diz ainda sobre a mesma sabedoria divina:
| “ | «No cume das alturas junto ao caminho, Nas encruzilhadas ela se coloca;» (Provérbios 8:2) | ” |

Na interpretação gnóstica, isso significa que Sofia tinha sua morada "no cume das alturas", sobre o universo criado, no lugar do "meio", entre o mundo superior e o inferior, entre o Pleroma e a ektismena. Ela se senta "Junto às portas, à entrada da cidade", ou seja, nas vias de aproximação aos reinos dos sete Arcontes e é na "entrada" do reino superior de luz que recebe seus elogios. A Sofia (Sabedoria) é portanto o governante superior sobre o universo visível e, ao mesmo tempo, a intermediária entre os reinos. Ela dá forma ao universo mundano com base nos protótipos celestes e forma os sete ciclos estelares com seus Arcontes e sob o domínio deles é colocado - de acordo com as concepções astrológicas da antiguidade - o destino de todas as coisas terrenas, especialmente o homem. Ela é a "Mãe" ou a "Mãe da Vida". Tendo vindo das alturas, ela é formada pela essência pneumática, a mētēr phōteinē or the anō dynamis, da qual todas as almas pneumáticas se originam.

## Escritos apócrifos

### Nag Hammadi
Nos textos da Biblioteca de Nag Hammadi, Sofia é o mais baixo dos Aeons ou a expressão antrópica da emanação da luz de Deus.
Na obra Sobre a origem do Mundo, Sofia é mostrada como sendo a destruidora final do universo material, Yaldabaoth e todos os seus céus:
| “ | Ela [Sofia] irá jogá-los no abismo. Eles [os Arcontes] serão obliterados por conta de sua iniquidade. Pois eles serão como vulcões e consumirão uns aos outros até que perecerão nas mãos do principal entre seus pais. Quando ele os tiver destruído, ele irá se voltar contra si mesmo e se destruirá até que deixe de existir. E seus céus irão cair cada um sobre o próximo e suas forças serão consumidas pelo fogo. Seus reinos eternos também serão derrubados. E seu céu irá cair e partir-se-á em dois. Seus [...] irão cair sobre o [...] os suporta; eles irão cair no abismo, e o abismo será derrubado. A luz irá [...] a escuridão e obliterá-la: será como algo que nunca foi | ” |
|   | — Sobre a origem do Mundo. |   |

### Atos de Tomé
Os Atos de Tomé preservaram vários hinos cuja composição é do próprio Bardesanes ou obras de sua escola. Na versão siríaca do texto dos Atos, encontramos o Hino da Pérola, no qual Sofia foi enviada dos céus para capturar uma pérola guardada pela serpete. Uma vez no mundo inferior, ela se esqueceu de sua missão celeste até que relembrada por uma carta da "mãe, pai e irmão", executa então a tarefa, recebe de volta suas vestes gloriosas e retorna para sua antiga casa. Dos demais hinos, que estão preservados em grego e são mais fiéis que a versão siríaca, que sofreu uma revisão católica, o primeiro que merece atenção é "Ode a Sofia", que descreve o casamento de uma "virgem" com o seu noivo celeste e a sua introdução no Reino Superior de Luz. Esta "virgem", chamada "filha da luz", não é - como supõe o revisor católico - a Igreja, mas Ḥachmūth (Sofia), acima da qual o "rei", ou seja, o Pai de toda a vida, está entronado; o noivo dela é, de acordo com a interpretação mais provável, o filho do Vivo (ou "Aquele que Vive"), Cristo. Com ela, os Vivos (as almas pneumáticas) entram no Pleroma e recebem a gloriosa luz do Pai Vivo e o adoram juntamente com o "espírito vivo", o "pai da verdade" e a "mãe da sabedoria". A Sofia também é invocada na Primeira Oração de Consagração. Ela é ali chamada de "mãe piedosa", "consorte do masculino", "reveladora dos mistérios perfeitos", "mãe das Sete Casas" (Hebdomad) que "encontra repouso na oitava casa" (Ogdóade). Na segunda Segunda Oração de Consagração ela é chamada de "perfeita Misericórdia" e "Consorte do Masculino", mas é também chamada de "Espírito Santo" (Rūha d' Qudshā) "Revelador de Mistérios de toda Magnitude", "Mãe escondida", "Aquela que sabe os Mistérios dos Eleitos" e "aquela que participou dos conflitos do nobre Agonistes" (Cristo). Há ainda mais adiante um resquício direto da doutrina de Bardesanes quando ela é invocada como a "Pomba Sagrada" que deu à luz os dois gêmeos (as duas filhas de Rūha d' Qudshā).

### Pistis Sophia

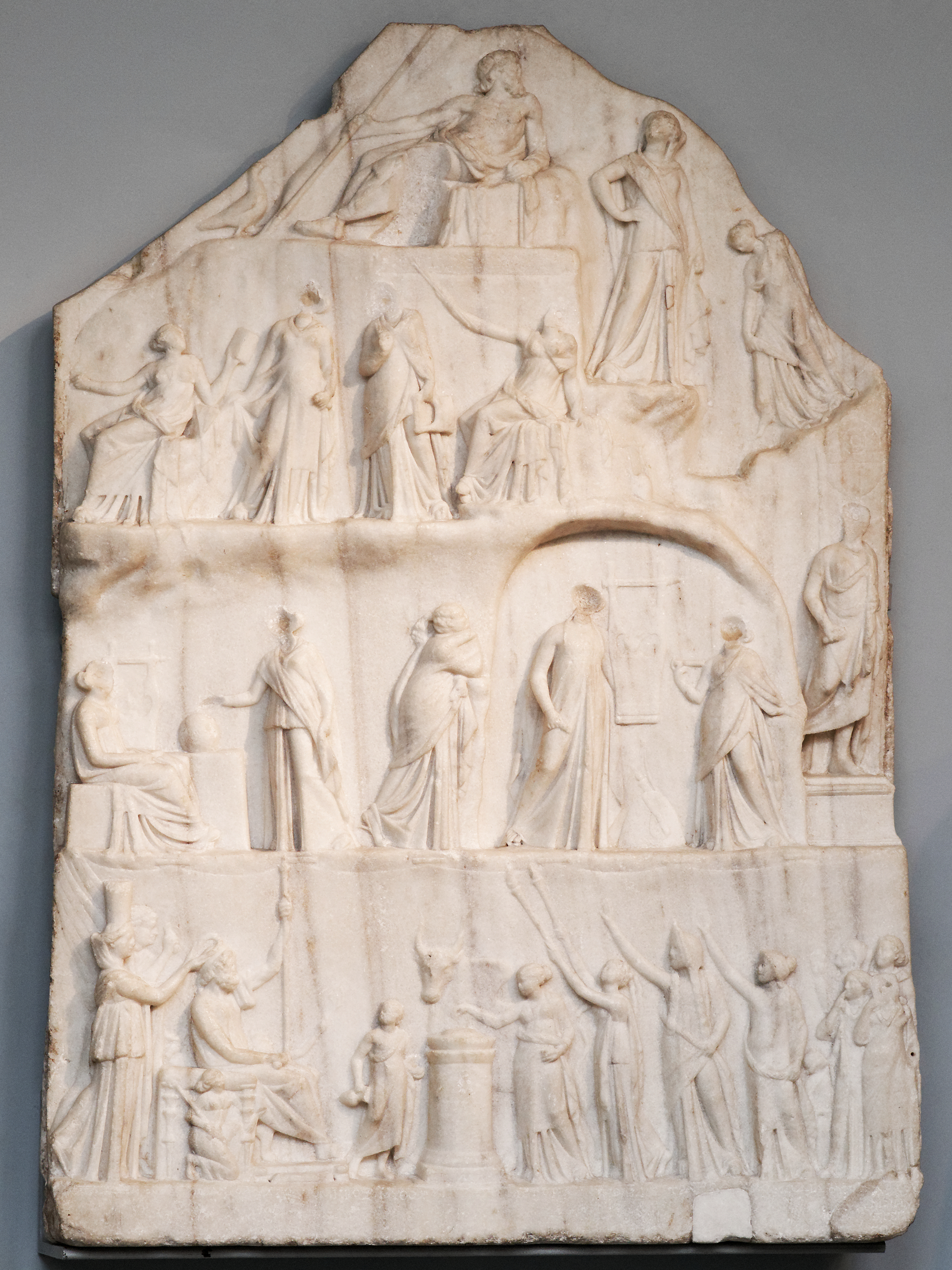
Apoteose de Homero. A direita do altar, da esquerda para a direita, História, Poesia, Tragédia e Comédia, então Natureza (Physis), Virtude (Arete), Memória (Mneme), Boa fé (Pistis), Sabedoria (Sophia). Relevo em mármore, provavelmente feito em Alexandria, Egito ptolemaico, 225– de Bovilas na Via Ápia

Um desenvolvimento especial e ricamente escrito aparece na forma mítica de Sofia no livro gnóstico Pistis Sophia. Os dois primeiros livros desta obra, muito bem nomeada Pistis Sophia, tratam em grande parte da queda, arrependimento e redenção de Sofia. Ela tinha, por ordem dos poderes maiores, obtido uma visão breve de sua morada no mundo espiritual, o thēsauros lucis que fica além do décimo terceiro Aeon. Através de seus esforços em direcionar para lá a sua ascensão, ela acaba atraindo a inimizade de Authadēs, Arconte do décimo-terceiro Aeon, e dos Arcontes do décimo-segundo também, que estavam sob ele. Por eles, ela é atraída até as profundezas do caos e atormentada de uma enorme variedade de formas para que perca a sua natureza de luz. No limite de suas necessidades, ela endereça treze preces penitentes (metanoiai) para a Luz Superior. Passo-a-passo ela é erguida até Christus nas regiões mais altas, embora ela ainda esteja ofendida pelos ataques dos Arcontes, e seja, após lhe ser oferecido morada no décimo-terceiro (Metanoia), mais veementemente atacada do que nunca, até que enfim Christus a leva para um lugar intermediário abaixo do décimo-terceiro Aeon, onde ela permanece até o fim do mundo, oferecendo hinos de gratidão aos céus. O trabalho terreno de redenção tendo sido completado, a Sofia então retorna à sua morada celeste.
A característica peculiar desta representação está no desenvolvimento adicional das ideias filosóficas que geralmente já fazem parte do Mito de Sofia. Aqui ela não é meramente, como em Valentim, representativa da saudade que um espírito finito sente pelo conhecimento do infinito, mas também a um tipo de padrão de fé, arrependimento e esperança.
Mais um resquício da Sofia dos antigos sistemas gnósticos também pode ser encontrado em Pistis Sophia na figura da "Donzela-Luz" (ou "Donzela de Luz" - parthenos lucis), que é claramente distinta de Sofia e aparece como um arquétipo de Astraea, a constelação de Virgo.

### Livro de Baruque
Um papel similar ao de mētra é desempenhado por Edem, consorte de Elohim no livro gnóstico Baruque, onde aparece como um monstro, com cabeça de mulher e corpo de serpente.
Entre os vinte e quatro anjos que ela dá luz de Elohim e que forma o mundo pelos seus membros, a segunda forma angélica feminina é chamada Achamōs (Achamōth).
Similar a esta história contada no Philosophumena sobre a Gnose de Baruque é a que foi relatada por Epifânio sobre uma festa ofita em que eles inventaram que uma serpente do mundo superior havia tido relações sexuais com a Terra na forma de uma mulher.

## Sistemas gnósticos

### Simão Mago

Helena de Troia por Evelyn de Morgan; uma encarnação da Ennoia no sistema de Simão Mago

O Mito da Alma e sua descida até o mundo inferior, com seus vários sofrimentos e mudanças de sorte até a libertação final aparece também no sistema simoniano sob a forma da "Mãe de Todos" é emitida como primeiro pensamento do Hestōs ou poder maior de Deus. Ela geralmente tem o nome de Ennoia, mas também é chamada de Sabedoria (Sofia), Regente, Espírito Santo, Prunikos e Barbelo. Tendo caído dos mais altos céus até as regiões mais profundas, ela cria anjos e arcanjos e estes, por sua vez, criam e governam o universo material. Aprisionada pelo poder deste mundo inferior, suas tentativas de voltar ao reino do Pai são frustradas. De acordo com uma das representações, ela sofre toda sorte de insultos dos anjos e arcanjos, presos à força seguidamente em renovados corpos terrestre e compelidos por séculos a vagar em cada vez numa nova forma corpórea. De acordo com outro relato, ela é em si incapaz de sofrimento, mas é enviada a este mundo inferior e submete-se à perpétuas transformações para excitar com sua beleza os anjos e poderes, para impeli-los a engajarem-se na luta perpétua e assim privá-los do seu estoque da fagulha (luz) celeste. Em algum momneto, Hestōs desce do mais alto céu num corpo fantasmagórico para libertar a Ennoia sofredora e para redimir as almas presas em cativeiro dando-lhes a Gnose (Conhecimento).
A forma mais frequente de denominar a Ennoia entre os simonianos é "a perdida" ou "ovelha vagante". As divindades gregas Zeus e Atena já foram interpretados como significando Hestōs e sua Ennoia, e de forma similar, os deuses de Tiro, o deus-sol  Héracles-Melcarte e a deusa-lua Selene-Astarte. E também a homérica Helena, como sendo a causa da guerra entre os gregos e os troianos, já foi considerada como sendo a Ennoia. A história que os pais da Igreja nos deixaram sobre a relação sexual entre Simão Mago e sua consorte Helena teve provavelmente sua origem nesta interpretação alegórica

### Valentim

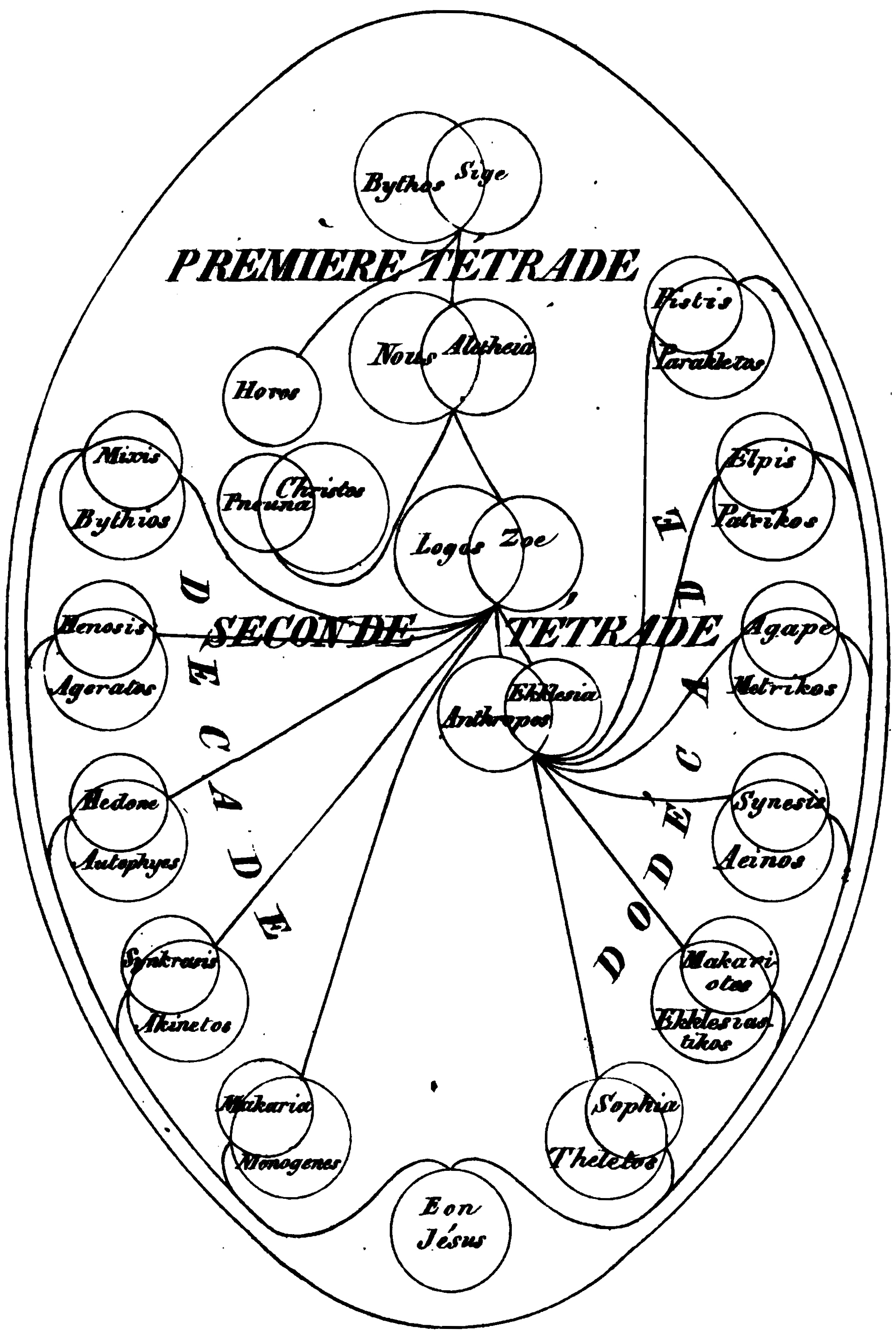
"Plérome de Valentin," da Histoire critique du Gnosticisme; Jacques Matter, 1826, Vol. II, Plate II

O mais importante desenvolvimento do Mito de Sofia é encontrado no sistema valentiano. A queda de Sofia do Pleroma é atribuída à maneira de Platão de "cair", e como causa final desta queda é apontado um estado de sofrimento que penetrou no próprio Pleroma. Sofia ou Mētēr é, na doutrina de Valentim, o último, ou seja, o décimo-terceiro Aeon no Pleroma, do qual tendo caído, num estado de saudade profunda do mundo melhor que ela perdeu, deu à luz os Christus "com uma sombra" (meta skias tinos). Enquanto Christus retorna ao Pleroma, Sofia forma o Demiurgo e todo o mundo inferior, criado a partir do skia, um princípio dual de esquerda e direita. Para a redenção de Sofia, ou o próprio Christus ou o Soter descem para ajudá-la a retornar ao Pleroma e uni-la novamente com a seu syzygos. O motivo da queda de Sofia foi definido de acordo com o ensinado pela escola de Anatólia, de que pelo seu desejo de saber o que havia além dos limites do cognoscível, ela se colocou num estado de ignorância e sem forma. Seu sofrimento então se estendeu por todo o Pleroma. Por isso, ela acabou separada dele e deu à luz fora dele (através da sua ennoia, suas lembranças do mundo superior), ao Cristo, que imediatamente ascende ao Pleroma. Em seguida, ela produz um ousia amorphos, a imagem de seu sofrimento, do qual o Demiurgo e o mundo inferior se originam. Por fim, olhando para cima em sua condição miserável e implorando pela luz, ela finalmente dá a luz a spermata tēs ekklēsias, as almas pneumáticas. Na sua obra de redenção, o Sóter desce, acompanhado por anjos masculinos que deverão se tornar os futuros sízigos das almas (femininas) dos pneumáticos. Então, ele introduz Sofia e estes pneumáticos na câmara nupcial celeste.

### Ptolomeu
A escola italiana destacou uma Sofia dualista, a ano Sophia e a katō Sophia (ou Achamoth). De acordo com a doutrina de Ptolomeu e de seus discípulos, a primeira se separou de sua syzygos, o thelētos, por causa de seu corajoso desejo de uma Comunhão imediata com o Pai de tudo, caiu para uma condição de sofrimento e iria derreter-se totalmente neste desejo, não tivesse Horos a purificado de seu sofrimento e a restabelecido no Pleroma. A sua enthymēsis, por outro lado, o desejo que ganhou controle sobre ela e o sofrimento causado por ele se tornaram um amorphos kai aneideos ousia, que também é chamado de ektrōma, foi separado dela e colocado num lugar além dos limites do Pleroma.

### Maniqueísmo
A "Donzela-Luz" (parthenos tou phōtos), de Pistis Sophia,  também é encontrada entre os maniqueístas excitando os desejos impuros dos demônios e assim libertando a luz que até então tinha sido aprisionada pelos poderes das trevas. Por outro lado, o lugar da Sofia gnóstica entre os maniqueístas é tomado pela "Mãe da Vida" (mētēr tēs zōēs) e pela Alma do Mundo (psychē hapantōn), que frequentemente se distingue da Mãe-Vida, e é considerada como difundida em todas as criaturas vivas, cuja libertação do reino das trevas constitui toda a história do mundo.

### Gnosticismo Siríaco
O Mito de Sofia sofreu uma série de tratamentos nos vários sistemas gnósticos. O mais antigo, o Gnosticismo siríaco, se refere a Sophia como a formação do mundo inferior e a produção de seus regentes, os Arcontes, e também atribui a ela a preservação e propagação da semente espiritual.
Como descrito por Ireneu, a grande Mãe do universo aparece como a primeira mulher, o Espírito Santo (rūha d'qudshā) se movendo sobre as águas, também chamada de Mãe da Vida. Abaixo dela estão quatro elementos materiais: água, escuridão, abismo e caos. Com ela, se fundem as duas luzes supremas masculinas, o primeiro e o segundo homem, o Pai e o Filho, este último sendo chamado de "Ennoia" do Pai. Desta união nasce uma terceira luz imortal, o terceiro homem, Cristo. Mas incapaz de aguentar a abundante plenitude da luz, a Mãe - no nascimento do Cristo - deixa uma parte desta luz escapar para a esquerda. Então, enquanto Cristo, como dexios (O do lado direito) sobe com sua Mãe aos céus, a outra luz que transbordou do lado esquerdo afunda no mundo inferior e lá dá origem à matéria. E esta é a Sofia, chamada também de Aristera (A do lado esquerdo), Prouneikos (A libidinosa) e a masculina-feminina.
Não há neste mito uma compreensão de "queda" propriamente dita, como no sistema valentiniano. O poder que transbordou à esquerda desceu voluntariamente nas águas inferiores, confiando na posse da fagulha da luz verdadeira. Adicionalmente, é evidente que embora mitologicamente diferente da humectatio luminis (ikmas phōtos, em grego:  ἰκμὰς φωτός), a Sofia é ainda nada mais que uma fagulha vinda de cima, entrando neste mundo material e se tornando aqui a fonte de toda criação, tanto das formas superiores quanto inferiores de vida. Ela navega sobre as águas e coloca sua até então imóvel massa em movimento, dirigindo-as ao abismo e toma para si a forma corporal de hylē (matéria). Ela viaja por todos os lados e é carregada com todo tipo de peso e substância material até que, com exceção da fagulha da luz, ela afunda e se perde na matéria. Presa ao corpo que ela assumiu e pesada por causa dele, ela luta em vão para escapar das águas profundas e correr para sua mãe celeste, no alto. Não tendo sucesso nesta empreitada, ela procura preservar, pelo menos, a fagulha de luz de ser danificada pelos elementos inferiores, para isso elevando-se por seus próprios poderes até a região mais alta e se espalha por toda ela, formando com seu próprio corpo o firmamento visível, ainda que mantendo sua aquatilis corporis typus (Imagem das Águas). Finalmente, tomada por uma saudade enorme da luz superior, ela encontra em si, depois de muito esforço, o poder de elevar-se acima do céu de sua própria criação e de abandonar complemente sua existência corporal. O corpo abandonado é chamado de "Mulher da Mulher".
A narrativa prossegue contando sobre a formação dos sete Arcontes pela própria Sofia, sobre a criação do homem, que "a Mãe" (não a primeira mulher, mas Sofia) se utiliza como um estratagema para retirar dos Arcontes sua parte na fagulha de luz, sobre o perpétuo conflito da parte de sua mãe contra os esforços dos egoístas dos Arcontes e sobre a contínua luta de Sofia para recuperar a fagulha de luz escondida na natureza humana. Finalmente, Cristo vem em seu apoio e, em resposta às suas orações, coleta todas as fagulhas para Si, une-se com Sofia como noivo e noiva, desce em Jesus, que tinha sido preparado por Sofia como um "veículo mais puro" para recebê-lo, e retira-se novamente antes da crucificação, ascendendo com Sofia até um mundo imortal.
Neste sistema, o significado cosmogônico de Sofia ainda permanece em destaque. A antítese de Cristo e Sofia, como "Ele do lado direito" (ho dexios) e "Ela do lado esquerdo" (hē aristera), como masculino e feminino, não é mais do que a repetição da primeira antítese cosmogônica em outro formato. A Sofia em si nada mais é do que uma cópiada "Mãe da Vida" e é, portanto, chamada "Mãe". Ela é a formadora do céu e da terra, pois a mera matéria só recebe forma através da luz que, vinda de cima, interpenetrou as águas escuras do hylē.